# Heinz Piper
Heinz Piper (* 4. März 1908; † 1. Februar 1972 in Hamburg) war ein deutscher Schauspieler, Moderator, Hörspiel- und Synchronsprecher.

## Biografie
Nach einer Schauspielausbildung gab Piper 1936 sein Spielfilmdebüt in Georg Jacobys Adaption von Der Bettelstudent mit Marika Rökk und Johannes Heesters. Es folgten Auftritte in Produktionen wie Die Korallenprinzessin, Liebe kann lügen (beide 1937) und Es leuchten die Sterne (1938).
1938 war er während des ersten regulären deutschen Fernsehprogramms der erste Fernsehansager.
Nach dem Zweiten Weltkrieg arbeitete Piper nur noch selten für Kinoproduktionen wie Josef von Bákys Drama Der Mann, der sich verkaufte oder für Fernsehproduktionen; Gastrollen hatte er in den Serien Cliff Dexter, Die Bräute meiner Söhne und Die Journalistin.
Stattdessen spielte Piper verstärkt an Hamburger Bühnen (Thalia Theater, Theater im Zimmer) und beim Rundfunk (u. a. als Sprecher der NDR-Sendereihe Saturday Nightclub).
Einem breiten Publikum wurde er jedoch als Moderator von Fernsehsendungen bekannt. Piper moderierte am 1. Mai 1956 aus dem Großen Sendesaal des NWDR in Köln die erste deutsche Vorentscheidung zum Grand Prix Eurovision. Ob diese Sendung stattgefunden hat, ist umstritten. Außerdem moderierte er die Perry Como Show.
Auch bei seinem bekanntesten Auftritt handelt es sich um eine Anmoderation. Für die Fernsehaufzeichnung des Sketches Dinner for One vom 30. April bis 4. Mai 1963 im Studio B des NDR in Hamburg-Lokstedt setzte Regisseur Heinz Dunkhase Piper als Moderator ein, um dem deutschsprachigen Publikum den auf Englisch gespielten Sketch in einer Einführung zu erläutern. So ist Piper bis heute an jedem Silvesterabend in den dritten Programmen der ARD zu sehen und zu hören.
Darüber hinaus lieh Piper als Synchronsprecher seine Stimme u. a. Geoffrey Keen (Marsch durch die Hölle, Auf falscher Spur), Walter Rilla (Sekunden der Verzweiflung) und Patrick Macnee (Panzerschiff Graf Spee).
Sein Sohn Tommi Piper (* 1941) ist ebenfalls Schauspieler und Synchronsprecher.

## Filmografie (Auswahl)
- 1936: Der Bettelstudent
- 1937: Liebe kann lügen
- 1937: Die Korallenprinzessin
- 1938: Es leuchten die Sterne
- 1952: Der Weg zu Dir
- 1952–56: Das Gericht zieht sich zur Beratung zurück (in drei Folgen)
- 1953: Martin Luther
- 1958: Grabenplatz 17
- 1959: Der Mann, der sich verkaufte
- 1963: Dinner for One – als Conférencier
- 1964: Das Kriminalgericht
- 1964: Hafenpolizei – Das Geheimversteck
- 1965: Die Bräute meiner Söhne
- 1966: Hafenpolizei – Die neue Spur
- 1968: Cliff Dexter: Tod auf dem Golfplatz
- 1968: Affäre Dreyfuss (TV-Miniserie)

## Hörspiele
- 1947: Wenn wir wollen – Regie: Ludwig Cremer
- 1947: Die Millionen-Pfundnote – Regie: Heinrich Ockel
- 1948: Luftbrücke Berlin – Regie: Gustav Burmester
- 1948: Das kleinere Übel – Regie: Ludwig Cremer
- 1949: Sternschnuppen – Regie: Gustav Burmester
- 1949: Glanz und Elend des Herrn Albert Schulze – Regie: Gustav Burmester
- 1949: Goethe erzählt sein Leben (Teile 21–33) – Regie: Mathias Wieman
- 1949: Das Märchen – Regie: Gustav Burmester
- 1949: Der Schmuck – Regie: Otto Kurth
- 1949: Nach Damaskus – Regie: Ulrich Erfurth
- 1950: Es war ein ungewöhnlich langer Tag – Regie: Fritz Schröder-Jahn
- 1950: Götter, Gräber und Gelehrte (1. Teil: Der Faden der Ariadne) – Regie: Gustav Burmester
- 1950: Der größte Mann der Welt – Regie: Kurt Reiss
- 1950: Die trostlose Tugend – Regie: Kurt Reiss
- 1950: Götter Gräber und Gelehrte (4. Teil: Die verlassenen Städte) – Regie: Gustav Burmester
- 1950: Bummel durch den November – Regie: Curt Becker
- 1951: Bummel durch den Dezember – Regie: Curt Becker
- 1951: Bummel durch den Januar – Regie: Curt Becker
- 1951: Bummel durch den Februar – Regie: Curt Becker
- 1951: Der Bayer, ein unbekanntes Wesen – Regie: Fritz Schröder-Jahn
- 1951: Dat Redentiner Osterspill – Regie: Hans Freundt
- 1951: Interview mit einem Stern – Regie: Fritz Schröder-Jahn
- 1951: Träume – Regie: Fritz Schröder-Jahn
- 1951: Bummel durch den April – Regie: Curt Becker
- 1951: Das Leben des Walzerkönigs – Regie: Kurt Meister
- 1951: Bummel durch den Mai – Regie: Curt Becker
- 1951: Der Teufel fährt im D-Zug mit – Regie: Fritz Schröder-Jahn
- 1951: Bummel durch den Juni – Regie: Hans Rosenhauer
- 1951: Der Weg zum Weltraumschiff – Regie: Fritz Schröder-Jahn
- 1951: Bummel durch den Juli – Regie: S. O. Wagner
- 1951: Radium – Regie: Fritz Schröder-Jahn
- 1951: Bummel durch den August – Regie: Hans Rosenhauer
- 1951: De dütsche Michel – Regie: Hans Freundt
- 1951: Europa – Traum oder Wirklichkeit (Feature) – Regie: Fritz Schröder-Jahn
- 1951: Bummel durch den September – Regie: Hans Rosenhauer
- 1951: Die Flaschenpost – Regie: Otto Kurth
- 1951: Der Held von San Isidro – Regie: Gustav Burmester
- 1951: Bummel durch den Oktober – Regie: Hans Rosenhauer
- 1951: Geschichte Gottfriedens von Berlichingen mit der eisernen Hand – Regie: Hans Lietzau
- 1952: Friedensvertrag – Regie: Detlof Krüger
- 1952: Bummel durch den März – Regie: Hans Rosenhauer
- 1952: Ei, Ei, Ei und noch ein Ei – Regie: Kurt Reiss
- 1952: Dunkle Wünsche – Regie: Hans Lietzau
- 1952: Saison 1856/57 – Regie: Kurt Reiss
- 1952: Wanderjahre ohne Lehre – Regie: Gustav Burmester
- 1952: Der Damm – Regie: Werner Perrey
- 1952: Pott un Pann – Regie: Nicht bekannt
- 1952: Das Gericht zieht sich zur Beratung zurück (Folge: Der Orgeldieb) – Regie: Gerd Fricke
- 1952: Kasan liegt an der Strecke nach Sibirien – Regie: Fritz Schröder-Jahn
- 1953: Vergangenheit hat keine Türen – Regie: Gustav Burmester
- 1953: Das Gericht zieht sich zur Beratung zurück (Folge: Ferndiagnose) – Regie: Gerd Fricke
- 1954: Der Mann aus den Wäldern – Regie: Otto Kurth
- 1954: Die Stiefsöhne der schönen Helena – Regie: Irmfried Wilimzig
- 1954: Des weißen Mannes Bürde – Regie: Hans Rosenhauer
- 1954: Schüsse in Sarajewo (3. Teil: Das Nachspiel) – Regie: Oswald Döpke
- 1954: Der Seenebel – Seltsames aus der Seemannskiste des alten Peder Christian Pohl – Regie: S. O. Wagner
- 1955: Der verschwundene Diplomat (Reihe: Ungelöste Rätsel der Geschichte) – Regie: Otto Kurth
- 1955: Mary Celeste (Reihe: Ungelöste Rätsel der Geschichte) – Regie: Otto Kurth
- 1955: Nicht nur Kleider machen Leute – Regie: Gerda von Uslar
- 1955: Will von der Mühle – Regie: Armas Sten Fühler
- 1955: Die Sterne von El Bala – Regie: Fritz Schröder-Jahn
- 1955: An alle Polizeileitstellen ... Aus der Arbeit der Interpol – Regie: S. O. Wagner
- 1955: Das Gericht zieht sich zur Beratung zurück (Folge: Böse Zungen) – Regie: Gerd Fricke
- 1955: Atome für Millionen – Regie: Edward Rothe
- 1956: Der Spieler – Regie: Gert Westphal
- 1956: Polizeiakte X. Eine Sendereihe aus der Praxis der Kriminalistik (3. Folge: Der schöne Edi) – Regie: Günter Bommert
- 1957: Die Gesetzlosen von Algerien – Regie: Otto Kurth
- 1957: Die Jagd nach dem Täter (Folge: Unter Mordverdacht) – Regie: S. O. Wagner
- 1957: Die Früchte des Kaktus – Regie: Fritz Schröder-Jahn
- 1957: Mach mich zur Minna – Regie: S. O. Wagner
- 1957: Die Jagd nach dem Täter (Folge: Mord am Matterhorn) – Autor und Regie: Kurt Reiss
- 1957: Die Jagd nach dem Täter (Folge: Hochzeit mit dem Tode) – Regie: S. O. Wagner
- 1957: Der Traum von Wein und Weizen – Regie: Otto Kurth
- 1957: Die Jagd nach dem Täter (Folge: Das blaue Kleid) – Regie: S. O. Wagner
- 1957: Die Jagd nach dem Täter (Folge: Liza und die weiße Straße) – Regie: S. O. Wagner
- 1958: Die Jagd nach dem Täter (Folge: Das Geheimnis der Teikoku-Bank) – Regie: S. O. Wagner
- 1958: Die tödliche Wette – Regie: S. O. Wagner
- 1958: Die Halbstarken – Regie: Wolfgang Schwade
- 1958: Die Jagd nach dem Täter (Folge: Mr. Wood verschwindet!) – Regie: S. O. Wagner
- 1958: Gruseln vor Mitternacht (6. Folge: Die schwarze Rikscha) – Regie: S. O. Wagner
- 1958: Abenteuer der Zukunft (Folge: Raumschiff Alpha schweigt) – Regie: S. O. Wagner
- 1958: Abenteuer der Zukunft (Folge: Ariane, das Wüstenschiff) – Regie: S. O. Wagner
- 1959: Spionage (7. Teil: Bock zum Gärtner) – Regie: S. O. Wagner
- 1959: Die Jagd nach dem Täter (Folge: Juwelenraub an der Riviera) – Regie: S. O. Wagner
- 1959: Die Ware Buch – Regie: Kurt Reiss
- 1959: Die Jagd nach dem Täter (Folge: Der Herr im blauen Dufflecoat) – Regie: S. O. Wagner
- 1959: Die Jagd nach dem Täter (Folge: Das Alibi) – Regie: S. O. Wagner
- 1960: Ick doh Anklag'! – Regie: Walter Bäumer
- 1961: Das schweigende Dorf – Regie: Fritz Schröder-Jahn
- 1961: Die Jagd nach dem Täter (Folge: Eine todsichere Sache) – Regie: S. O. Wagner
- 1961: Die Jagd nach dem Täter (Folge: Kamele in Kairo) – Regie: S. O. Wagner
- 1961: Die Jagd nach dem Täter (Folge: Zu viel Geständnisse) – Autor: Francis Durbridge; Regie: S. O. Wagner
- 1961: Die Jagd nach dem Täter (Folge: Das Preisausschreiben) – Regie: S. O. Wagner
- 1962: Die Jagd nach dem Täter (Folge: Telefon: Springfield 365) – Regie: S. O. Wagner
- 1962: Die Jagd nach dem Täter (Folge: Das Brillant-Armband) – Regie: S. O. Wagner
- 1962: Kasper Ohm un ick (8 Teile) – Regie: Bernd Wiegmann
- 1962: Die Jagd nach dem Täter (Folge: Unter grünen Bäumen) – Regie: S. O. Wagner
- 1962: Die Jagd nach dem Täter (Folge: Der Dilettant) – Regie: S. O. Wagner
- 1963: Leider allens kaputt – Regie: Hans Robert Helms
- 1964: Abenteuer der Zukunft (Folge: Atollopur, die Stadt auf dem Meer) – Regie: S. O. Wagner
- 1964: Die Jagd nach dem Täter (Folge: Bock als Gärtner) – Regie: S. O. Wagner
- 1964: Keine Ankunft in Athen – Regie: Hans Rosenhauer